# Francesco Arese Lucini

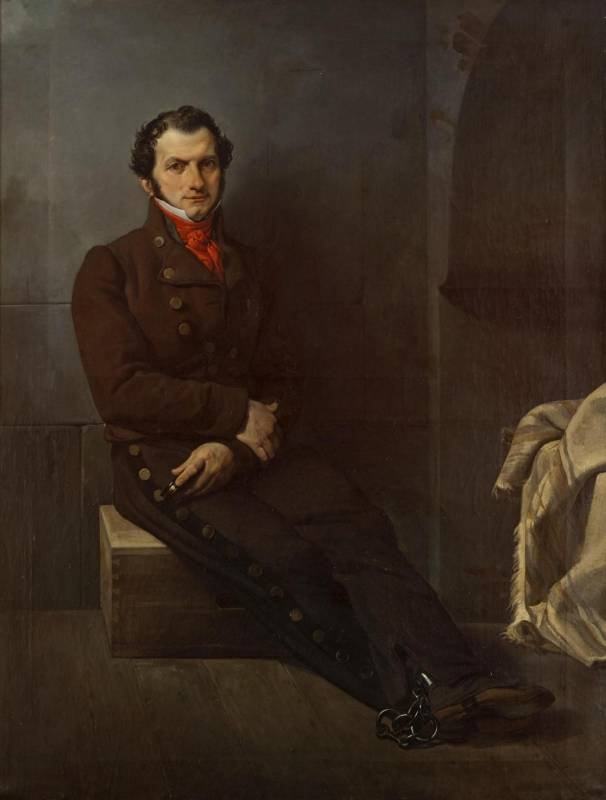
Francesco Hayez, Ritratto del conte Francesco Arese Lucini in carcere (1828)

Francesco Teodoro Arese Lucini (Milano, 30 gennaio 1778 – Milano, 30 aprile 1835) è stato un nobile e patriota italiano, famoso per essere stato condannato alla reclusione presso la Fortezza dello Spielberg.

## Biografia
Discendente di una illustre famiglia della nobiltà lombarda, gli Arese-Lucini, figlio del conte Benedetto Arese e della contessa Margherita Lucini nonché fratello del conte Marco, si arruolò molto giovane nell'esercito della Repubblica Cisalpina e poi del Regno d'Italia napoleonico.
Lo stemma personale di barone napoleonico concessogli è:
Scaccato semipartito in capo: al primo d'argento con un mezzo volo di nero: al secondo, franco de' Ba roni tratti dall'armata, che è di rosso con una spada alta d'argento; sopra l'azzurro, con tre lucci d'argento l'un sopra l'altro.
Il viceré Eugenio di Beauharnais lo chiamò a far parte del Ministero della Guerra.
Dopo la restaurazione si dedicò agli studi letterari, continuando ad aver contatti con gli ambienti nobiliari, come quello riunito intorno al conte Federico Confalonieri, che non accettavano la dominazione austriaca.
Nei processi del 1821 contro questi moti, l'Arese pur non essendo coinvolto in azioni specifiche, fu ugualmente condannato a morte, condanna poi commutata nella detenzione allo Spielberg (presso Brno), la fortezza morava che vide prigionieri anche altri patrioti, quali Silvio Pellico, Pietro Maroncelli, Federico Confalonieri. Dopo tre anni di carcere duro fu graziato e riuscì a tornare a Milano, dove riprese gli studi letterari.